# John Breckinridge
Pour les articles homonymes, voir Breckinridge.
John Breckinridge (2 décembre 1760 – 14 décembre 1806) est un homme politique américain. Il fut sénateur des États-Unis et procureur général (ministre de la Justice) sous la présidence de Thomas Jefferson. Il est l'ascendant de la famille Breckinridge qui donna de nombreux hommes politiques.